# Siljeåsens naturreservat
Siljeåsens naturreservat är ett naturreservat i Strömsunds kommun i Jämtlands län.
Området är naturskyddat sedan 2020 och är 327 hektar stort. Reservatet ligger nordväst om Hoting och består av gammal granskog med inslag av tall och lövträd samt även sumpskog.